# Brown kutatóállomás
A Brown kutatóállomás (spanyolul: Base Brown) egy Argentínához tartozó időszakos kutatóállomás az Antarktiszon. Argentína úgy tekint rá, hogy Tűzföld tartomány Antártida Argentína megyéjéhez tartozik. Nevét Guillermo Brownról (eredetileg: William Brown), az ír származású argentin tengernagyról kapta.
Az Antarktiszi-félsziget Bellingshausen-tengeri partján, a Danco nevű partszakaszon található, azon belül a Sanavirón-félsziget Punta Proa nevű csúcsán, ahol egy 70 méter magas sziklatömb emelkedik. Éghajlata viszonylag enyhe, az éves átlaghőmérséklet -2 °C, a minimum (amelyet 1958. augusztus 9-én mértek) -29 °C volt.

## Története
A helyszínen az első bázist az 1950–1951-es nyári Antarktisz-kampány során létesítették, a legénység öt tagja Antonio Vañek fregatthadnagy, Aldo Peralta rádiótávírós, Miguel Sotelo ápoló, Teófilo Villareal gépész és Dolores Irazábal tengerész volt. 1960-ig, ideiglenes bezárásáig meteorológiai megfigyelőállomásként és az antarktiszi kampányokat segítő bázisként működött. 1964–1965-ben az Argentin Antarktiszi Intézet (IAA) újranyitotta az állomást, azóta az egész Antarktiszi-félsziget egyik legteljeskörűbb biológiai laboratóriumának ad helyet.
A hivatalos felavatásra 1965. február 17-én került sor, az ünnepségen részt vett az IAA elnöke, Rodolfo N. M. Panzarini és az argentin védelmi miniszter, Leopoldo Suárez is. A területen berendeztek egy 292 m²-es lakóépületet, három labort, egy fotográfiai műhelyt, egy vészrádió-állomást, egy irodát és egy könyvtárat is, és felszereltek két, egyenként 36 000 literes, összecsukható üzemanyagtartályt. A következő években zoológiai, botanikai, biokémiai, emberi és állati fiziológiai, patológiai, bakteriológiai, glaciológiai, oceanográfiai és ökológiai vizsgálatokat végeztek, valamint figyelték a sarki fényt és a természetes radioaktív háttérsugárzást.
1984. április 12-én egy tűzvészben a létesítmények többsége elpusztult, emiatt 1988–1989 óta csak időszakosan, nyáron használják. A tengervíz fizikai paramétereit, a napsugárzást, a víz tápanyagtartalmát, az áramlásokat és a vízszintváltozásokat mérik. Az 1995–1996-os kampány során két épülettel bővült a bázis: egy lakó- és egy laborépülettel.

## Képek

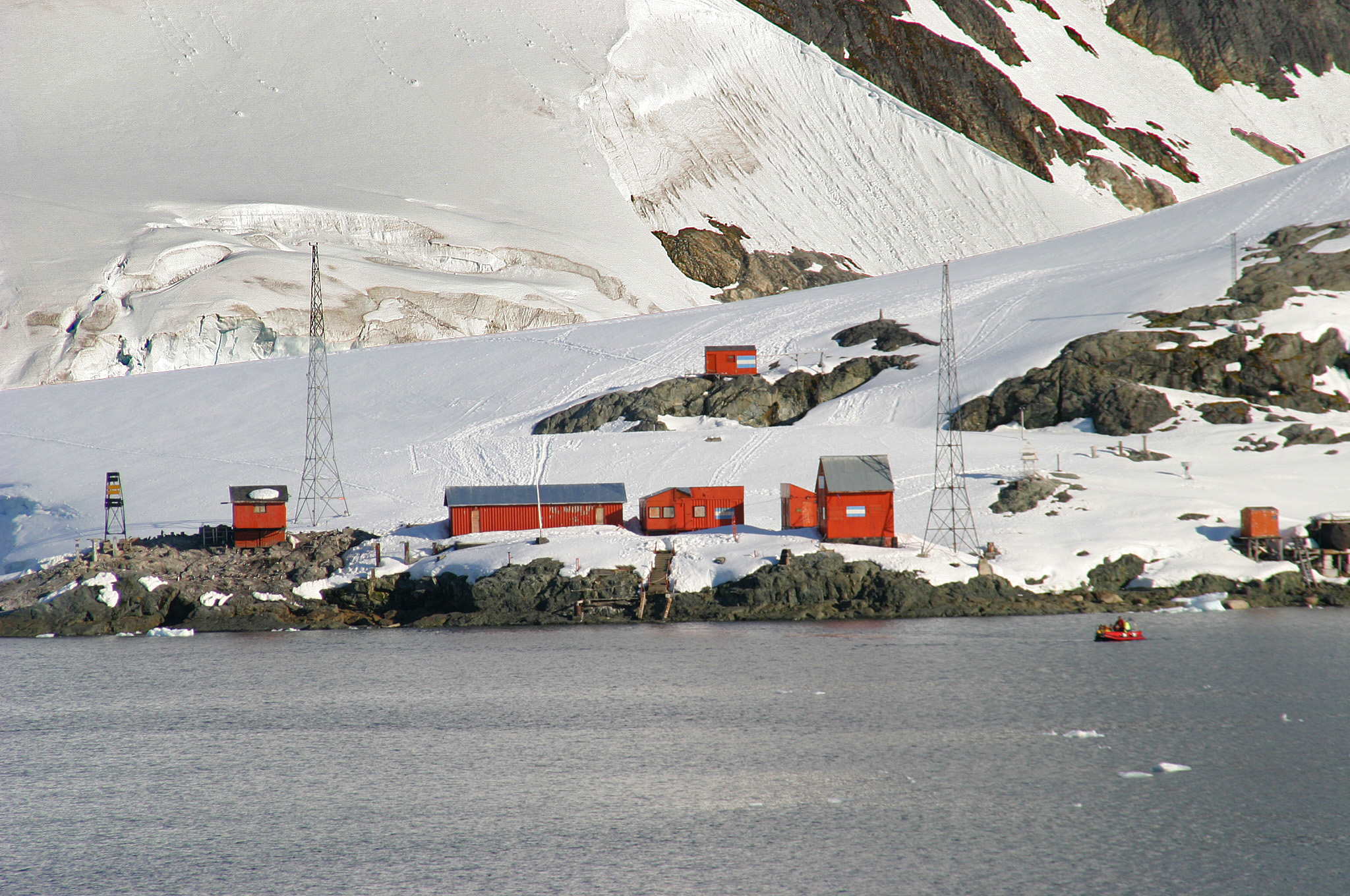
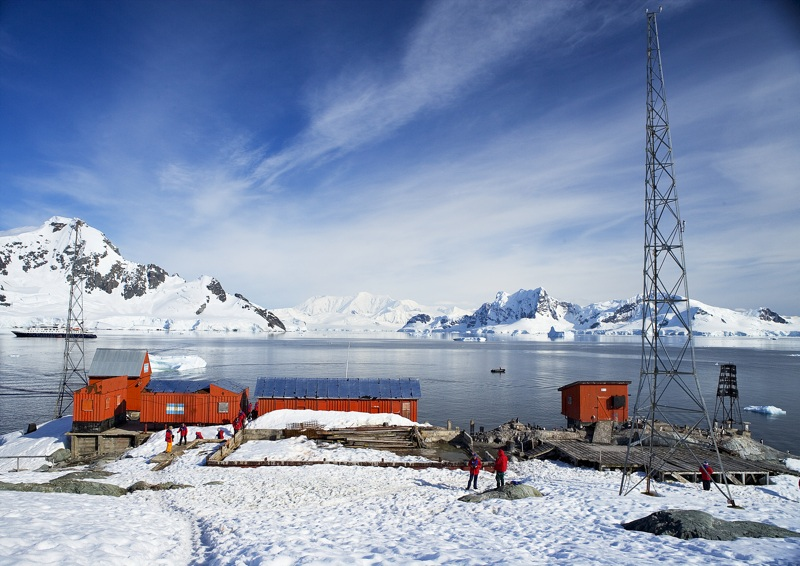
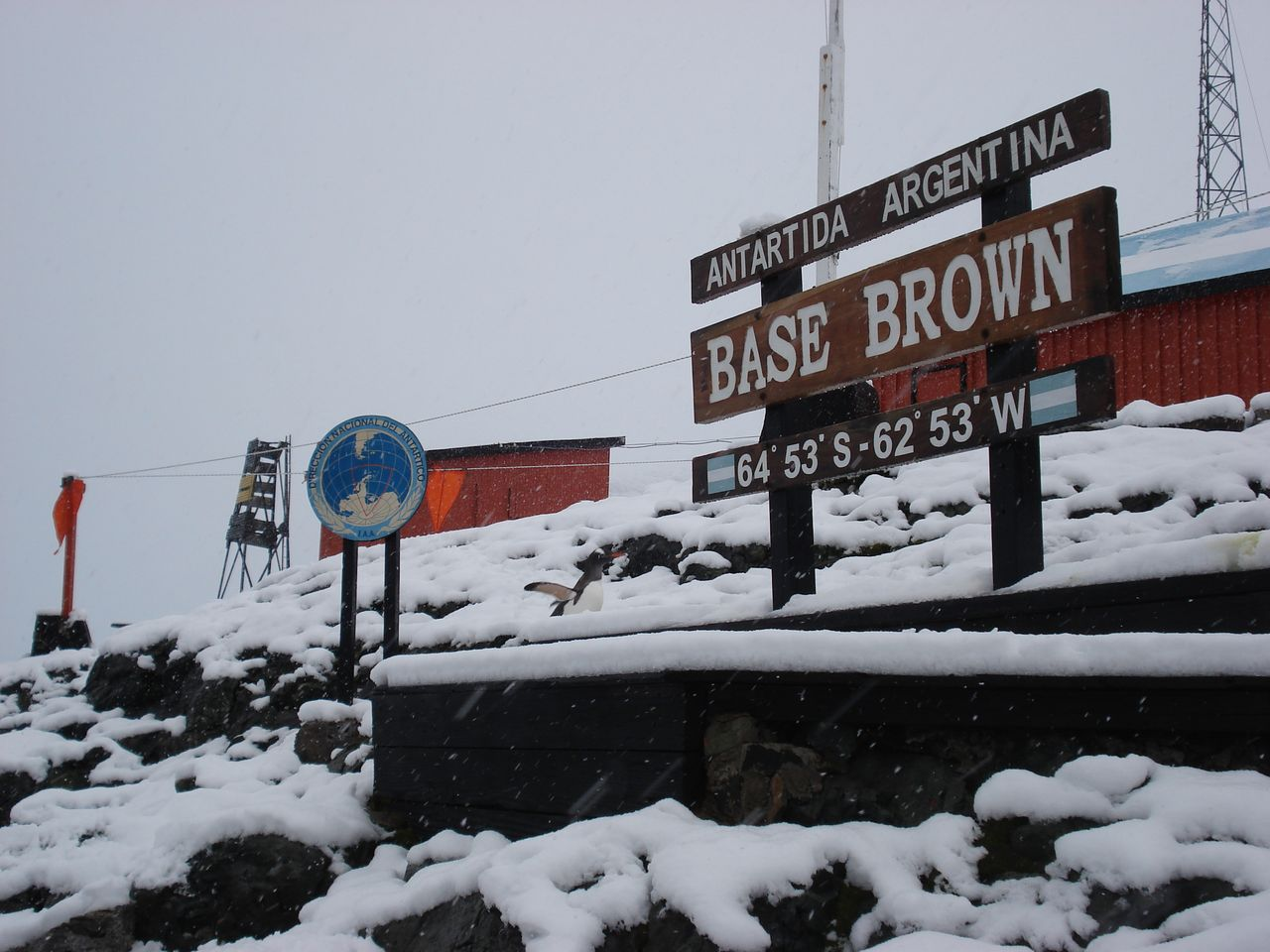
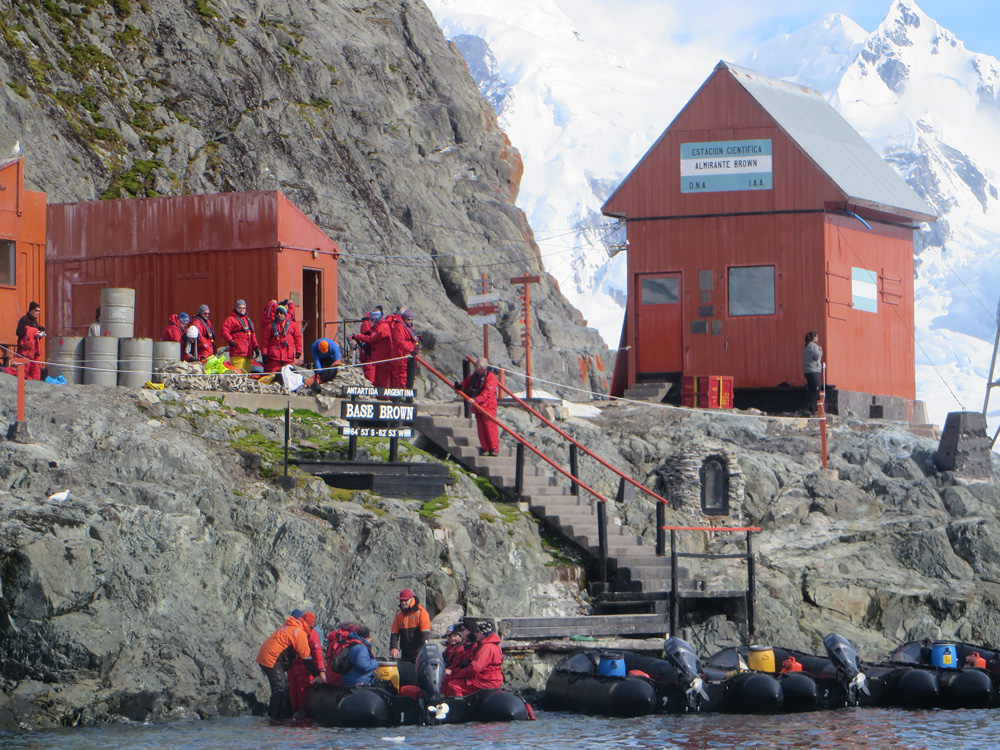
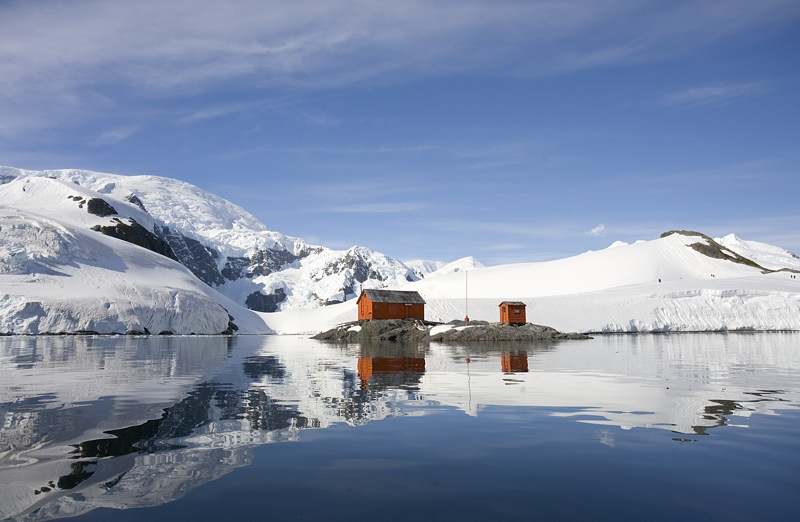